# Großsteingräber bei Büstorf
Die Großsteingräber bei Büstorf sind eine Gruppe von vier megalithischen Grabanlagen der jungsteinzeitlichen Trichterbecherkultur bei Büstorf, einem Ortsteil von Rieseby im Kreis Rendsburg-Eckernförde in Schleswig-Holstein. Sie tragen die Sprockhoff-Nummern 50–53.

## Lage
Die Gräber befinden sich nordöstlich von Büstorf. Die Gräber 1–3 liegen im Petriholz. Grab 1 ist das südlichste. Grab 2 liegt 300 m nördlich hiervon und Grab 3 weitere 80 m nordöstlich. Grab 4 liegt etwas abseits, 730 m westnordwestlich von Grab 1 am Rand eines Felds.
In der näheren Umgebung gibt es mehrere weitere Großsteingräber: 1,9 km südöstlich liegt das Großsteingrab Hörst und 3,4 km westsüdwestlich das Großsteingrab Bohnert. 2,2 km südsüdwestlich lag das zerstörte Großsteingrab Norby.

## Beschreibung

### Grab 1
Ob diese Anlage ursprünglich ein Hünenbett oder eine runde Hügelschüttung besessen hat, ist durch die dichte Vegetation nicht auszumachen. Zu erkennen ist nur die Grabkammer, bei der es sich wohl um ein nord-südlich orientiertes Ganggrab handelt. Nur das nördliche Ende der Kammer ist erhalten. Hier stehen noch der Abschlussstein, die beiden angrenzenden Wandsteine der Westseite und ein angrenzender Wandstein der Ostseite in situ. Auf ihnen ruht ein Deckstein mit einer Länge von 1,8 m, einer Breite von 1,6 m und einer Dicke von 1 m. Fünf umherliegende Steine lassen sich nicht sicher zuordnen. Zwei von ihnen gehörten vielleicht zu einem Gang an der Ostseite der Kammer.

### Grab 2
Diese weitgehend zerstörte Anlage besaß ursprünglich eine Hügelschüttung. Bei der Grabkammer handelt es sich vermutlich um einen annähernd nord-südlich orientierten erweiterten Dolmen mit einer Länge von 2,5 m und einer Breite von 1,2 m. Es sind nur noch drei Steine vorhanden, darunter der in situ stehende nördliche Abschlussstein. Von zwei weiteren Steinen sind die Entnahmelöcher erkennbar.

### Grab 3
Diese Anlage besitzt ein stark zerstörtes nordost-südwestlich orientiertes rechteckiges Hünenbett mit einer Länge zwischen 16 m und 20 m, einer Breite zwischen 4 m und 6 m und einer erhaltenen Höhe von 1 m. Die meisten Umfassungssteine fehlen und die Hügelschüttung ist stark zerwühlt. Eine Grabkammer ist nicht erkennbar.

### Grab 4
Bei dieser Anlage handelt es sich um den Rest eines nordost-südwestlich orientierten erweiterten Dolmens mit einer ursprünglichen Länge von etwa 1,8 m, einer Breite von 1,5 m und einer Höhe von 1,3 m. Nach Sprockhoffs Rekonstruktion besaß die Kammer ursprünglich zwei Wandsteine an der nordwestlichen und einen an der südöstlichen Langseite, einen Abschlussstein an der nordöstlichen und zwei an der südwestlichen Langseite sowie zwei Decksteine. Erhalten sind der nordöstliche Stein der nordwestlichen Langseite, der südöstliche Wandstein, der südöstliche Abschlussstein der südwestlichen Schmalseite und die Hälfte eines Decksteins. Der zweite Deckstein wurde 1937 gesprengt und entfernt. An der Südostecke markiert ein kleiner Eintrittstein den 0,4 m breiten Zugang zur Kammer.